# Karen Bardsley
Karen Bardsley (* 14. Oktober 1984 in Santa Monica) ist eine in den USA geborene englische ehemalige Fußballspielerin. Die Torfrau spielte für Manchester City WFC und die englische Nationalmannschaft und nahm mit dem Team GB an den Olympischen Spielen 2012 teil.

## Werdegang

### Vereine
Bardsley studierte an der California State University in Fullerton Grafikdesign und spielte in dieser Zeit für Cal State Fullerton Titans. Sie wurde in ihrer ersten Saison als „Big West Conference Freshman of the Year“ ausgezeichnet. In der folgenden Saison brach sie sich in ihrem ersten Spiel nach 28 Minuten das Bein und kam nicht mehr zum Einsatz. 2004 fehlte sie in den ersten acht Spielen. Nach ihrem Comeback wurde sie zum „Big West Conference Goalkeeper of the Year“ gekürt, eine Ehrung, die sie auch 2005 erlangte.
Nach ihrem Studium begann sie ihre Karriere bei Ajax America Women, einem drittklassigen US-Verein, wechselte dann eine Klasse höher zum W-League-Team Pali Blues und 2009 zu Sky Blue FC, einem Verein der Women’s Professional Soccer.
Zur Saison 2014 wechselte Bardsley zum Liga-Neuling Manchester City. Dort blieb sie in elf von 14 Ligaspielen fünfmal ohne Gegentor, so dass Manchester als Fünfter in der Liga bleiben konnte. Zudem gewann sie mit den Citizens den WSL Cup, wobei sie in sieben Spielen nur zwei Tore kassierte. Auch 2015 blieb sie in elf von 14 Ligaspielen fünfmal ohne Gegentor, wodurch Manchester Vizemeister wurde. Im WSL Cup schied Manchester aber bereits im Viertelfinale aus. 2016 kam sie in allen 16 Liga-Spielen zum Einsatz, wobei sie 12-mal kein Tor kassierte und so mit dazu beitrug, dass Manchester die Saison als Meister beendete. Zudem gewann sie mit Manchester erneut den WSL Cup, kam dabei aber nicht zum Einsatz, und das Finale des FA Women’s Cup durch ein 4:1 gegen Birmingham City. In der folgenden „Spring Series“ genannten kurzen Übergangssaison kam sie nur in zwei von acht Spielen zum Einsatz. Manchester beendete die Series als Tabellenzweiter. Auch die Saison 2017/18 beendete Manchester als Zweiter, Bardsley kam aber erst in der zweiten Hälfte der Saison zum Einsatz, und blieb in sieben Spielen viermal ohne Gegentor. Auch die Saison 2018/19 sah sie zumeist auf der Bank, nur in fünf Liga-Spielen kam sie zum Einsatz. Am 23. Februar 2019 stand sie aber erneut mit den Citizens im WSL-Cup-Finale, das nach torlosen 120 Minuten mit 4:2 im Elfmeterschießen gegen Arsenal gewonnen wurde, wobei sie zwei Elfmeter halten konnte. Am 4. Mai 2019 gewannen sie dann auch noch das Finale des FA Women’s Cup durch ein 3:0 gegen West Ham United.
Mit Manchester nahm sie auch erstmals an der UEFA Women’s Champions League 2016/17 teil und blieb dabei in sechs von acht Spielen ohne Gegentor, darunter beim 1:0-Rückspielsieg bei Olympique Lyon im Halbfinale. Da aber das Heimspiel gegen den Titelverteidiger mit 1:3 verloren wurde, reichte es nicht zum Finaleinzug. In der UEFA Women’s Champions League 2017/18 kam sie nur zu drei Einsätzen, blieb dabei aber beim 5:0 im Achtelfinale bei Lillestrøm SK Kvinner ohne Gegentor sowie beim torlosen Halbfinalheimspiel gegen Lyon. Da das Rückspiel mit 0:1 verloren wurde, zog erneut Lyon ins Finale. Im Juli 2018 nahm sie mit der Mannschaft am erstmals ausgespielten Women’s International Champions Cup teil, wo im Halbfinale erneut Lyon der Gegner war. Mit 0:3 wurde auch dieses Spiel verloren. Das Spiel um Platz 3 konnte dann mit 2:1 gegen Paris Saint-Germain gewonnen werden. In der UEFA Women’s Champions League 2018/19 war dann bereits im Sechzehntelfinale Schluss, wo nach einem 1:1 bei Atlético Madrid das Heimspiel mit 0:2 verloren wurde.
Im Februar 2021 wurde sie an OL Reign ausgeliehen.
Im Mai 2022 gab sie ihr Karriereende bekannt.

### Nationalmannschaften
Obwohl sie in den USA geboren wurde, entschied sie sich für die Englische Nationalmannschaft und nahm 2004 an der Qualifikation für die U-19-Europameisterschaft teil, für die sich England aber nicht qualifizieren konnte. 2005 machte sie beim Algarve Cup gegen Nordirland ihr erstes A-Länderspiel.
2009 erreichte sie als Ersatztorhüterin ohne Einsatz mit England das Finale der Europameisterschaft, in dem England gegen Deutschland mit 2:6 unterlag. Sie wurde für die WM 2011 nominiert. Im ersten Spiel gegen Mexiko unterlief ihr ein Torwartfehler, der zum 1:1 für Mexiko führte. Dennoch wurde sie in den weiteren Spielen eingesetzt und zeigte insbesondere im Viertelfinale gegen Frankreich eine gute Leistung. Im Elfmeterschießen hielt sie den ersten Elfmeter, war aber bei den weiteren machtlos und da zwei englische Spielerinnen verschossen, schied England zum dritten Mal im Viertelfinale einer WM aus.
2012 stand sie im Team GB das an den Olympischen Spielen in London teilnahm. Sie kam in allen vier Spielen zum Einsatz, schied aber im Viertelfinale gegen Kanada aus, nachdem sie in den Gruppenspielen keinen Gegentreffer hinnehmen musste.

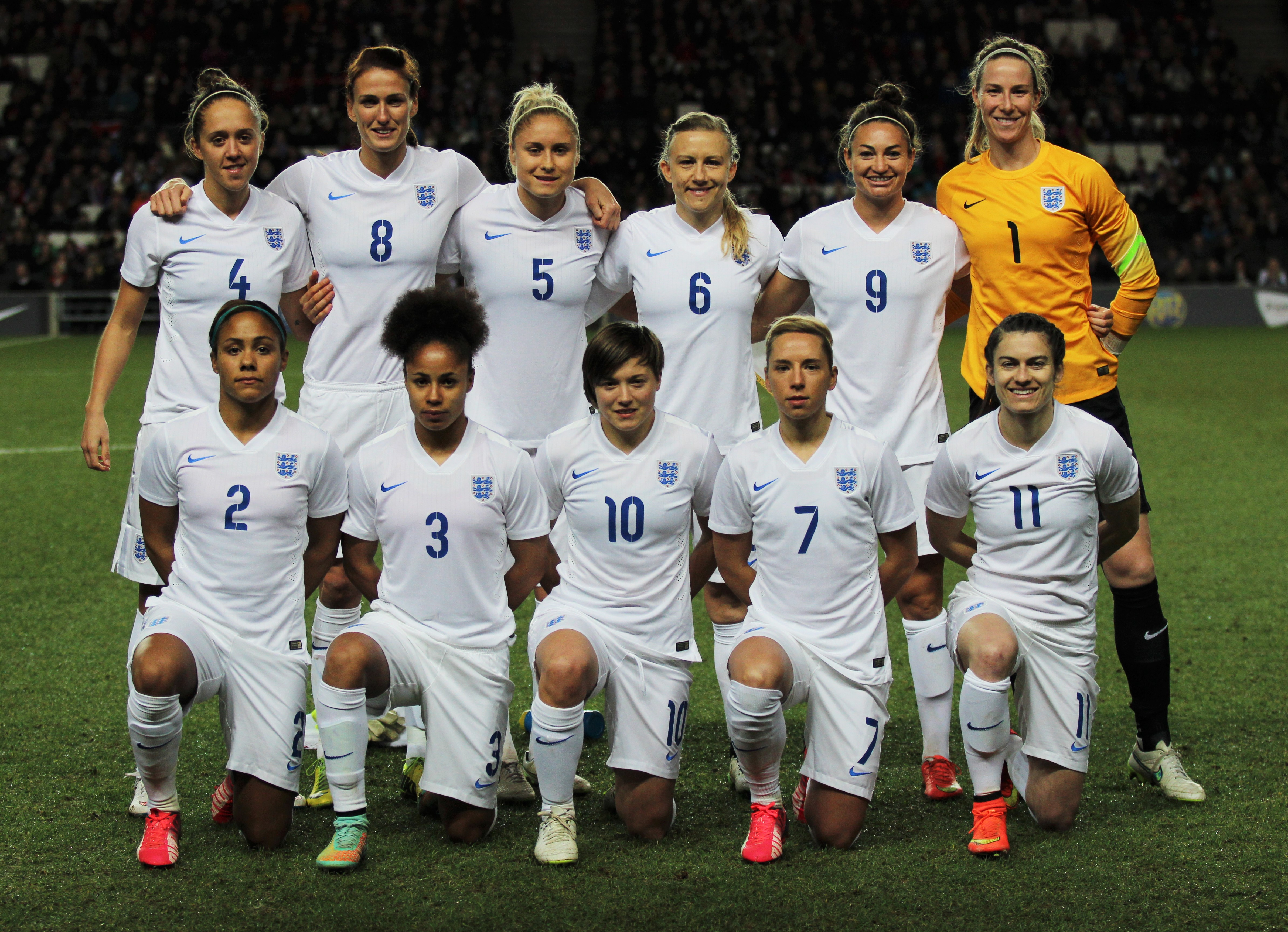
Bardsley (Nr. 1) mit der Nationalmannschaft vor dem Spiel gegen die USA am 13. Februar 2015

2015 gehörte sie zum englischen Kader für die WM in Kanada. Sie wurde in allen sieben Spielen eingesetzt und nur im Viertelfinale gegen Kanada ausgewechselt als sie einen Fremdkörper ins Auge bekam. Mit ihrer Mannschaft gelang ihr im Spiel um Platz 3 erstmals ein Sieg gegen Deutschland. Sie wurde sowohl nach dem Achtelfinale gegen Norwegen als auch dem Spiel um Platz 3 als „Spielerin des Spiels“ ausgezeichnet.

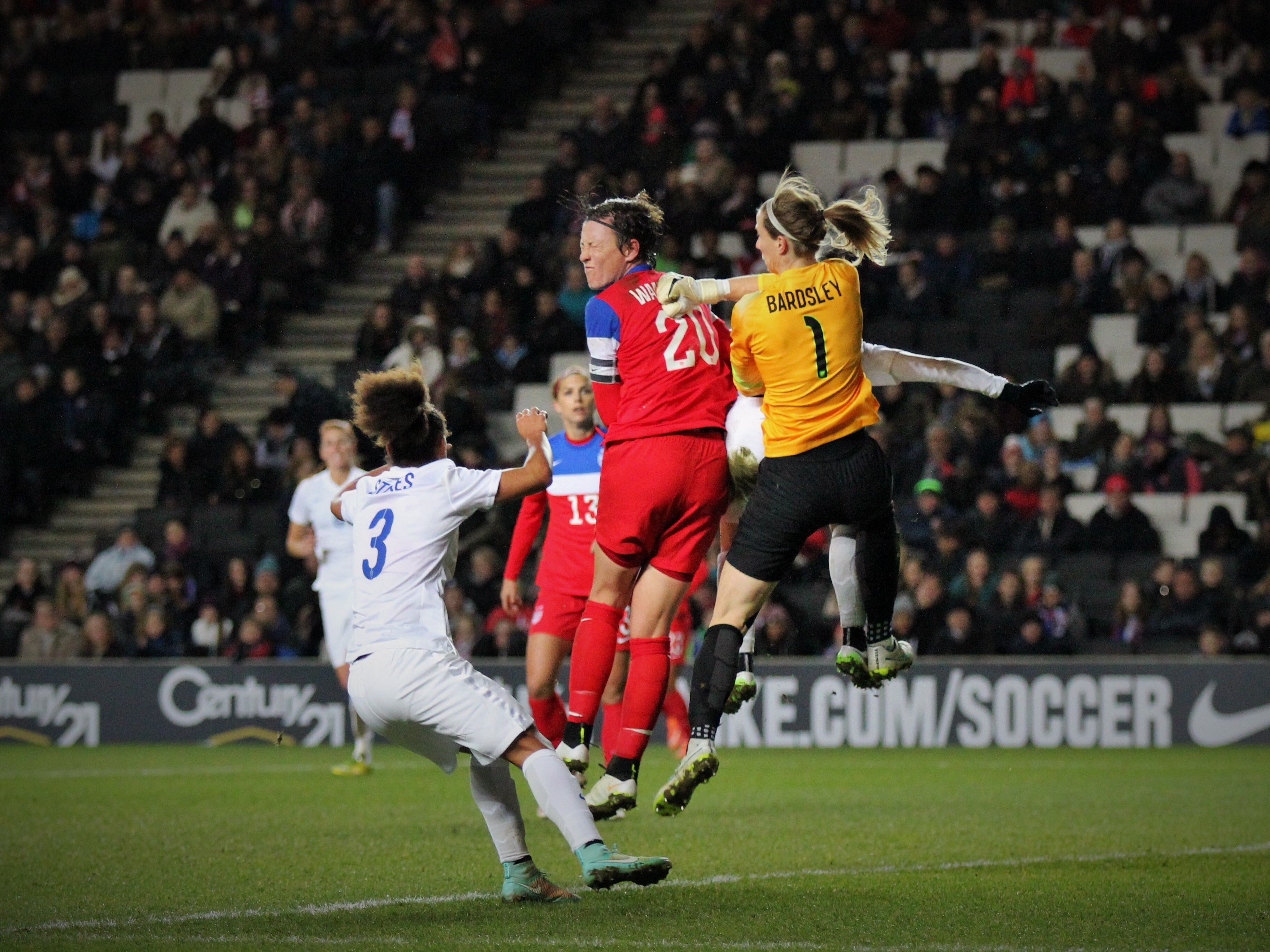
Bardsley bei einer Abwehraktion gegen Abby Wambach (USA) am 13. Februar 2015

In der anschließenden Qualifikation zur EM 2017 kam sie in fünf Spielen zum Einsatz und kassierte dabei nur beim 1:1 gegen Belgien ein Gegentor. Da dies das einzige Gegentor und der einzige Punktverlust in der Qualifikation war, qualifizierten sich die Engländerinnen als Gruppensieger für die EM. Dort teilte sie sich den Job mit Siobhan Chamberlain und beide kamen in drei Spielen zum Einsatz, wobei Bardsley kein Tor kassierte, sich aber im Viertelfinale gegen Frankreich das Bein brach. Durch die 0:3-Halbfinalniederlage gegen die Gastgeberinnen wurde dann aber das Finale verpasst.
In der Qualifikation zur WM 2019 hatte sie nur zwei Einsätze, da sie aufgrund ihres Beinbruchs bei der EM erst im November 2017 wieder nominiert werden konnte. Sie kam zwar beim 5:0 gegen Kasachstan im November zum Einsatz, dann aber erst wieder im entscheidenden Spiel um den Gruppensieg im August 2018, das mit 3:0 gegen Wales gewonnen wurde. In vier Spielen saß sie nur auf der Bank.
Im März 2019 gewann sie dann erstmals den SheBelieves Cup, wurde dabei aber nur beim 2:2 gegen die USA eingesetzt. Es folgte noch ein Einsatz bei der 0:1-Heimniederlage gegen Kanada und am 8. Mai die Nominierung für die WM. Bei der WM kam sie in zwei Gruppenspielen sowie dem Achtel- und Viertelfinale zum Einsatz und musste nur beim 2:1 gegen Schottland ein Tor hinnehmen. Am Ende sprang für ihre Mannschaft der vierte Platz heraus.
Am 27. Mai 2021 wurde sie wie 2012 für das Team GB nominiert, das an den wegen der COVID-19-Pandemie um ein Jahr verschobenen Olympischen Spiele 2020 teilnahm. Am 18. Juni wurde sie verletzungsbedingt durch Carly Telford ersetzt.

## Erfolge
- Women’s Professional Soccer: Siegerin 2009
- Zypern-Cup: Siegerin 2013 und 2015
- WSL-Cup-Siegerin: 2014, 2016 (ohne Einsatz) und 2018/19
- FA-Women's-Cup-Siegerin: 2016/2017 und 2018/19
- Dritter Platz bei der WM 2015
- Englische Meisterin 2016
- SheBelieves-Cup-Siegerin 2019